# Scrupocellaria curacaoensis
Scrupocellaria curacaoensis är en mossdjursart som beskrevs av Fransen 1986. Scrupocellaria curacaoensis ingår i släktet Scrupocellaria och familjen Candidae. Inga underarter finns listade i Catalogue of Life.